# Hennekam-Syndrom
Das Hennekam-Syndrom (abgekürzt HS) ist eine sehr seltene angeborene Erkrankung mit den Hauptmerkmalen Lymphödeme, Lymphangiektasie im Darm, geistige Behinderung variabler Ausprägung und Gesichtsauffälligkeiten.
Synonyme sind: Hennekam lymphangiectasia-lymphedema syndrome 1; HKLLS1; englisch Lymphatic Dysplasia, Generalized
Die Bezeichnung bezieht sich auf den Erstautor der Erstbeschreibung aus dem Jahre 1989 durch R. C. M. Hennekam und Mitarbeiter.

## Verbreitung
Die Häufigkeit wird mit unter 1 zu 1.000.000 angegeben, bislang wurde über etwa 100 Patienten berichtet. Die Vererbung erfolgt autosomal-rezessiv.

## Ursache und Einteilung
Vermutlich liegt eine abnorme Entwicklung der Lymphgefäße vor.
Je nach dem zugrunde liegenden Gendefekt werden drei Formen unterschieden:
- I: Mutationen im CCBE1-Gen im Chromosom 18 am Genort q21.32[3]
- II: Mutationen im FAT4-Gen im Chromosom 4 an q28.1[4]
- III: Mutationen des ADAMTS3-Gens im Chromosom 4 an q13.3q13.3[5]

Für HS Typ I und III sind die molekularen Ursachen des Lymphödems relativ gut erforscht. Im Typ I funktioniert das CCBE1-Protein aufgrund des Gendefekts nicht hinreichend. Dieses Protein fungiert als Helferprotein bei der Aktivierung des Wachstumsfaktors VEGF-C, der für die Entwicklung und den Erhalt des Lymphgefäßsystems notwendig ist. Im Typ III ist das den Wachstumsfaktor VEGF-C aktivierende Enzym ADAMTS3 vom Gendefekt betroffen. Welche molekulare Funktion FAT4 hat, ist unbekannt.

## Klinische Erscheinungen
Klinische Kriterien sind:
- Bereits bei Geburt oder kurz darauf auftretendes und rasch wachsendes Lymphödem hauptsächlich im Gesicht, den Beinen und im Becken
- Darmbeteiligung mit Eiweißverlusten, Wachstumsverzögerung, Ödemen und Aszites
- Gesichtsauffälligkeiten wie flaches Gesicht, breite flache Nasenwurzel, Hypertelorismus, Epikanthus, tief ansetzende Ohren mit engem Gehörgang

## Diagnose
Die Diagnose ergibt sich aus der Klinik.
Bei Laboruntersuchungen können Hypogammaglobulinämie, Hypoalbuminämie, Lymphopenie und eine vermehrte Ausscheidung von Alpha-1-Antitrypsin auf Beteiligung des Darmes hinweisen.

## Differentialdiagnose
Differentialdiagnostisch sind das Cholestase-Lymphödem-Syndrom und das Noonan-Syndrom, das Milroy-Krankheit sowie das Van-Maldergem-Syndrom abzugrenzen.

## Therapie
Zur Behandlung bei intestinaler Beteiligung steht die parenterale Ernährung zur Verfügung. Das Lymphödem kann Operationen notwendig machen. Abgesehen von symptomatischen Behandlungen (u. a. Lymphmassage, Kompressionsstrümpfe) gibt es für Lymphödeme noch keine ursächlichen Behandlungsmöglichkeiten. Zurzeit wird nur ein Arzneimittel gegen Lymphödeme klinisch getestet (Lymfactin). Diese Studien haben allerdings nicht erbliche Lymphödeme als Zielgruppe, sondern erworbene Lymphödeme, die als Nebenwirkung von Brustkrebsoperationen auftreten. Die klinischen Studien zur Wirksamkeit der Wirkstoffe Ubenimex/Ketoprofen wurden eingestellt, da die Resultate enttäuschend waren. Lymphödem-Symptome bei vom HS Typ III betroffenen Kindern verschwinden größtenteils während fiebriger Erkrankungen (was der bisherigen Auffassung widerspricht, dass Lymphödem-Symptome sich mit erhöhter Temperatur verschlimmern), aber ob sich diese Beobachtung in ein Therapie-Konzept umsetzen lassen wird, ist unklar.